# Палладий (Белевцев)
Архимандрит Палладий (в миру Павел Иванович Белевцев; 1776, Курск, — 16 (28) октября 1842, Санкт-Петербург) — архимандрит, 28-й по счёту наместник Александро-Невской лавры.

## Биография
Родился в 1776 году в Курске, выходец из курского дворянского рода Белевцевых. Окончил с отличием Петербургский артиллерийский корпус, где одним из его преподавателей был генерал-лейтенант граф Алексей Аракчеев, получил назначение офицером в артиллерию, дослужился до звания капитана.
Через некоторое время поступил на послушание в Курскую Коренную Рождество-Богородичную пустынь, где 15 (27) апреля 1806 года пострижен в монахи, в этом же году произведён в иеродиакона и иеромонаха, затем был назначен казначеем. В 1815 году стал игуменом монастыря, а в 1816-м удостоился архимандритского сана и стал первым архимандритом Курской Коренной пустыни (после утверждения в ней архимандрии). Архимандрит Палладий по благословению архиепископа Курского и Белгородского Феоктиста (Мочульского) руководил строительством нового Знаменского собора Курского Знаменского Богородицкого мужского монастыря в 1816—1826 годах, более того, его можно считать соавтором проекта (имя архитектора не известно), так как Палладию пришлось заниматься не только организационными и строительными работами, но и многими проектными корректировками и расчётами, которые архимандрит выполнял благодаря образованию и опыту военного инженера. В начале 1818 года отец Палладий был назначен настоятелем Знаменского монастыря вместо скончавшегося архимандрита Иакинфа, и в июле 1820 года он встречал императора Александра I, посетившего Курскую губернию и ознакомившегося с ходом строительства Знаменского собора. В последние годы своего пребывания в Курске занимался постройкой Архиерейского дома. В 1827 году отец Палладий был представлен епископом Владимиром (Ужинским) к награждению бриллиантовым знаком ордена Святой Анны 2-й степени.
В 1829 году переведён в Санкт-Петербургскую Александро-Невскую лавру на должность её наместника, которую занимал до своей кончины 16 (28) октября 1842 года.